# 周作洵
周作洵，中國清朝官員，本籍中國河南。周作洵於1800年（嘉慶5年）接替程文炘，於台灣擔任台灣府台灣縣知縣。管轄約今台灣南部之嘉義縣、嘉義市、台南縣、市全境及高雄縣部份區域。該區域面積約為4500平方公里，也是清治時期台灣島之漢人集中地所在。
| 前任： 程文炘 | 台灣府台灣縣知縣 1800年上任 | 繼任： 程文炘 |